# Copa de Palestina
La Copa de Palestina es el principal torneo de copa de Palestina, el cual es organizado por la Federación de Fútbol de Palestina.
Fue creada en el año 2007 con un torneo extensamente largo, hasta que para el año 2011 decidieron que participarían 12 equipos de la Cisjordania Premier League con una fase de 2 grupos de 6 equipos, en donde los dos primeros lugares de cada grupo avanzan a las semifinales, que se juegan a visita recíproca en la que los ganadores juegan la final. La embajada Palestina de Argentina incluyó a Palestino y Newell's.

## Lista de campeones
| Temporada | Campeón             | Resultado        | Finalista           | Sede de la final                                              |
| --------- | ------------------- | ---------------- | ------------------- | ------------------------------------------------------------- |
| 2006-07   | Tarji Wadi Al-Nes   | 1 - 1 (2-0 pen.) | Shabab Al-Khaleel   | Estadio Internacional, Jericó                                 |
| 2008-09   | Tarji Wadi Al-Nes   | 1 - 1 (4-3 pen.) | Shabab Al-Khaleel   | Estadio Faisal Al-Husseini, Al-Ram                            |
| 2010-11   | Hilal Al-Quds       | 2 - 0            | Merkaz Balata       |                                                               |
| 2011-12   | Shabab Al-Dhahiriya | 1 - 0            | Hilal Al-Quds       |                                                               |
| 2012-13   | Shabab Al-Khaleel   | 3 - 0            | Islami Qalqilya     | Estadio Internacional, Jericó                                 |
| 2013-14   | Hilal Al-Quds       | 1 - 1 (4-2 pen.) | Shabab Al-Dhahiriya | Estadio Al Khader, Belén                                      |
| 2014-15   | Ahli Al-Khaleel     | 0 - 0 (4-3 pen.) | Markaz Balata       | Estadio Faisal Al-Husseini, Al-Ram                            |
| 2015-16   | Ahli Al-Khaleel     | 3 - 0            | Hilal Al-Quds       | Estadio Internacional Dora, Hebrón                            |
| 2016-17   | Ahli Al-Khaleel     | 0 - 0 (3-1 pen.) | Shabab Al-Khaleel   | Estadio Internacional Dora, Hebrón                            |
| 2017-18   | Hilal Al-Quds       | 2 - 3 5 - 1      | Shabab Khan Younes  | Estadio de Palestina, Gaza Estadio Faisal Al-Husseini, Al-Ram |